# Tunchel
Tunchel (teils auch Tunkhel umgeschrieben) ist ein Bag (Gemeinde) im Selenge-Aimag (Provinz Selenge) im gebirgigeren Norden der Mongolei.

## Geographie
Der Ort liegt etwa 130 km nördlich der Hauptstadt Ulaanbaatar. Er gehört zum Bezirk (Sum) Mandal und befindet sich etwa 40 km südöstlich von dessen Hauptort Dsüüncharaa.
Hier leben etwa 800 Familien, insgesamt 3.600 Einwohner.
| Dsüüncharaa |                                             |
|             | Kompassrose, die auf Nachbargemeinden zeigt |
|             | Bayanbural Bag Batsümber, Aimag Töw         |

## Wirtschaft, Geschichte  und Infrastruktur
Der Ort lebt – neben Landwirtschaft primär in Selbstversorgung – hauptsächlich von Forstwirtschaft, rund die Hälfte der Arbeitsbevölkerung (460 Menschen) ist in mehrere Forstbetrieben und Sägewerken beschäftigt. Der Ort als solcher wurde 1960 von einem Holzverarbeitungsbetrieb gegründet, erlebte nach Ende der staatlichen Wirtschaft aber eine Niedergang. Der Einschlag beträgt heute wieder über 100.000 Festmeter jährlich, es werden neben Schnittholz auch Holzbriketts erzeugt.
Der Ort liegt an der Transmongolischen Eisenbahn Ulaanbaatar – Darchan – Süchbaatar – russische Grenze (– Ulan-Ude), und der Fernstraße von Batsümber nach Baruuncharaa.
In den letzten Jahren wird in der Gegend vermehrt – und teils auch illegal – Gold abgebaut.
Seit 2014 wird hier ein neues medizinisches Therapie- und Rehabilitationszentrum errichtet. Die Verletzungsquote in der Wald- und Holzarbeit ist extrem hoch, im Ort leben 300 chronisch Kranke und permanent Behinderte. Bisher gab es nur eine überlastete Krankenstation mit einem Arzt, und mangelhafter physiotherapeutischer Ausstattung. Dieses Projekt wird von der Österreichisch-Mongolischen Gesellschaft unterstützt.